# Cattedrali nelle Seychelles
Questa è una lista delle cattedrali nelle Seychelles.

## Cattedrale cattolica
| Cattedrale                            | Diocesi                  | Città         |
| ------------------------------------- | ------------------------ | ------------- |
| Cattedrale dell'Immacolata Concezione | Diocesi di Port Victoria | Port Victoria |

## Cattedrale anglicana
| Cattedrale              | Diocesi                         | Città         |
| ----------------------- | ------------------------------- | ------------- |
| Cattedrale di San Paolo | Diocesi anglicana di Seychelles | Port Victoria |